# Sky Costanera
Sky Costanera es un mirador y una atracción turística ubicada en los pisos 61 y 62 de Gran Torre Costanera en Providencia, Santiago, Chile.
Fue abierta el 11 de agosto de 2015y es el mirador más alto de Sudamérica.

## Características
El mirador posee una plataforma de observación vidriada en el piso 61 y a cielo abierto en el 62, al que se accede mediante escalera mecánica, lo cual permite al público tener una vista en 360° de Santiago.
Ambos miradores están ubicados a 253 y 261 metros de altura, respectivamente.
Los visitantes necesitan adquirir un ticket de acceso en el vestíbulo ubicado en el piso 0 del Mall Costanera Center.
En 2024, superó las 400 mil visitas anuales, con los turistas extranjeros representando el 74% de las visitas.